# Ingegerd Holmström-Bjerring
Ingegerd Holmström-Bjerring, född 27 oktober 1921 i Säters stadsförsamling, Kopparbergs län, dödsår saknas, var en svensk-dansk målare och textilkonstnär.
Hon var dotter till överläkaren Ruben Holmström och Ellen Fager samt från 1945 gift med konstnären Carl Bjerring. Hon studerade konst vid Tekniska skolan 1938–1943 och vid Konstakademin i Köpenhamn 1945–1947 samt genom självstudier under vistelser i Italien, Frankrike och Belgien. Tillsammans med sin make ställde hon ut på Den Frie Udstilling ett par gånger och hon medverkade i Efteraarsudstillingen 1945–1946 samt vid ett flertal tillfällen på vårutställningarna på Charlottenborg. Hennes konst består av oljemålningar med varierande motiv och textilkompositioner. För Östra sjukhuset i Malmö skapade hon textilapplikationen I diktens örtagård och för Undervisningsministeriet i Köpenhamn utförde hon applikationen Livets kilde.  